# Abbie Wood
Abbie Wood (Buxton, 2 marzo 1999) è una nuotatrice britannica.

## Palmarès
- Mondiali

Doha 2024: argento nella 4x200m sl.
- Mondiali in vasca corta

Budapest 2024: argento nella 4x100m misti, bronzo nei 200m misti e nei 400m misti.
- Europei

Budapest 2020: oro nella 4x100m sl e nella 4x200m sl mista, argento nei 200m misti.
- Europei in vasca corta

Otopeni 2023: oro nei 200m misti e nei 400m misti.
- Giochi del Commonwealth

Birmingham 2022: argento nella 4x100m sl e nella 4x100m sl mista, bronzo nei 200m misti, nella 4x200m sl e nella 4x100m misti mista.
- Giochi europei

Baku 2015: oro nei 400m misti, bronzo nei 200m misti e nella 4x100m misti.
- Festival olimpico della gioventù europea

Utrecht 2013: oro nei 200m rana e nei 400m misti, argento nei 200m misti e nella 4x100m misti.
- Europei giovanili

Hódmezővásárhely 2016: bronzo nei 400m misti.